# Kamenier

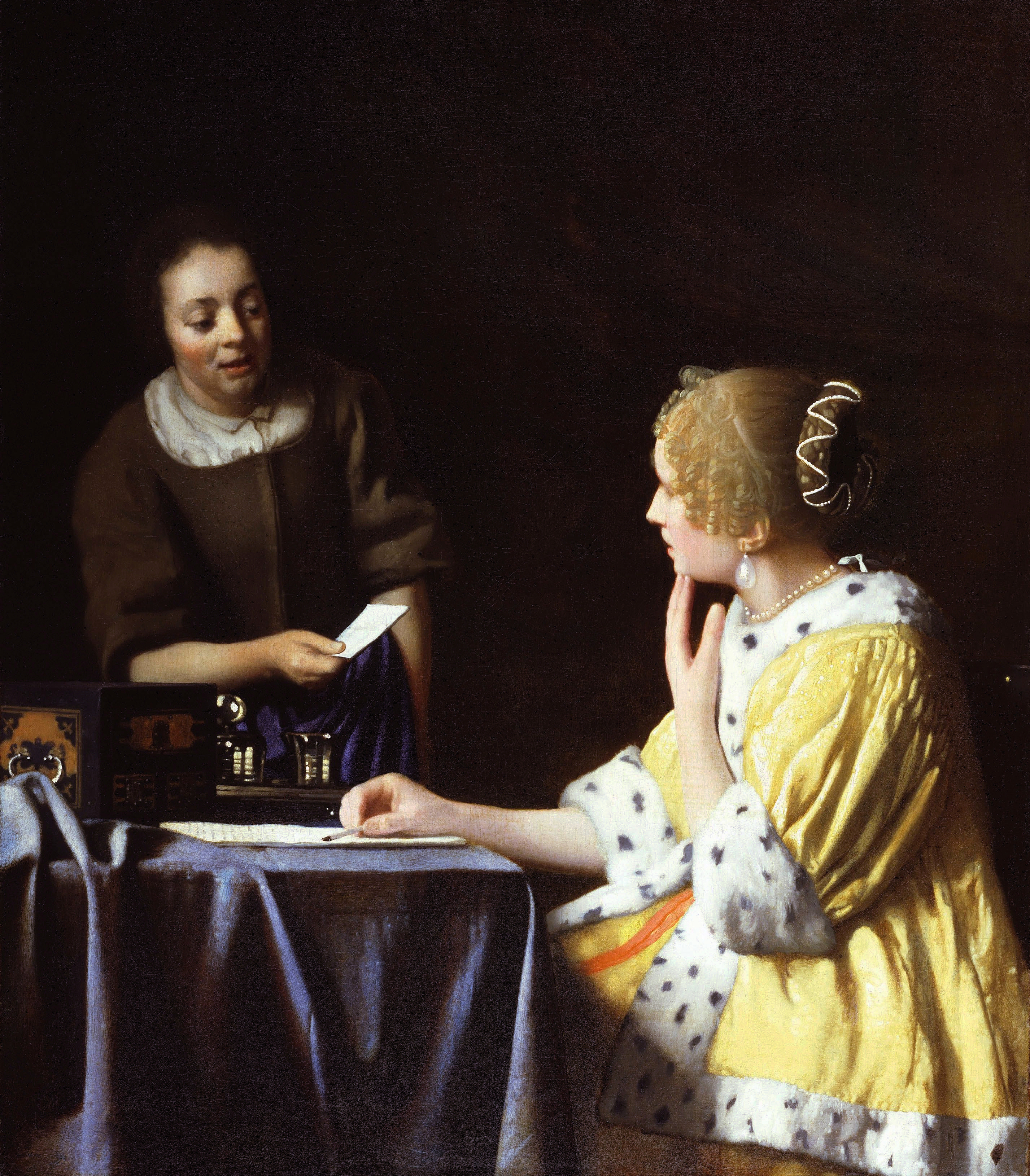
Meesteres en haar kamenier - door Jan Vermeer van Delft

Een kamenier of kamenierster, in Nederlands-Indië lijfmeid,  is een vrouwelijke bediende die haar meesteres helpt met aankleden, kappen en andere werkzaamheden. De rol is in veel opzichten gelijk aan die van een kamerdienaar (oorspr. kamerheer) of valet voor mannen. 
Een kamenier is in vaste dienst van haar meesteres en gaat daarom onder andere met haar mee op reis. Ze treedt echter niet in de openbaarheid. 
Een bruidsmeisje verricht dezelfde werkzaamheden, maar alleen voor de duur van een bruiloft. Bovendien treedt ze meer in de openbaarheid.

## Kameniers in fictie
- Irma van Bianca Castafiore in de verhalen van Kuifje
- Eliza van Emily Shelby in De hut van Oom Tom
- Oerip van Léonie van Oudijck in De stille kracht
- Anna Bates in Downton Abbey